# Berthold VI. von Wintzingerode
Berthold (VI.) von Wintzingerode († 1326) war ein katholischer Geistlicher und Diplomat.
Er entstammte dem erstmals 1209 erwähnten edelfreien Eichsfelder Adelsgeschlecht Wintzingerode.

## Leben
Berthold wählte den geistlichen Stand, wurde zunächst Kanoniker in Nörten, studierte dann in Paris und erwarb den akademischen Grad des Magisters. Um 1308 kam er an den Hof des Erzbischofs Peter von Aspelt nach Mainz. Er wurde dessen Protonotar, Generalvikar des Erzbistums und Dekan der Peterskirche in Mainz. Außerdem war er Statthalter des Erzbischofs in Hessen, auf dessen Oberlehnsherrschaft und geistliche Gerichtsbarkeit das Erzstift Anspruch erhob. Nach dem Tod Peter Aspelts wurde Berthold 1321 von König Ludwig dem Bayern zum Mitglied des Geheimen Rates ernannt und als Gesandter nach Avignon zu Papst Johannes XXII. geschickt, um dessen Unterstützung für den König gegen seinen Vetter und Gegenkönig Friedrich den Schönen zu gewinnen. Er hatte begrenzten Erfolg, der durch die Schlacht bei Mühldorf jedoch nicht relevant wurde, denn Ludwig der Bayer wandte sich nun offen gegen den Papst. Daraufhin verließ Berthold von Wintzingerode die Politik und verbrachte den Rest seines Lebens auf seinen geistlichen Pfründen in Mainz und Hildesheim, wo er Propst von St. Mauritius war und 1326 starb.